# Фосато (Савона)
Фосато је насеље у Италији у округу Савона, региону Лигурија.
Према процени из 2011. у насељу је живело 12 становника. Насеље се налази на надморској висини од 215 м.